# Dune (album)
Dune is het eerste album van de Duitse danceact Dune, uitgekomen in 1995.
Het album stond twaalf weken in de Nederlandse album top 100, van 17 februari 1996 tot en met 4 mei 1996. Het bereikte daar een 59e plek.

## Tracklist
1. In the beginning ... – 0:48
2. Hardcore vibes – 3:33
3. Just another dream – 4:08
4. Future is now – 4:57
5. Final dream – 4:24
6. The spice – 4:34
7. Are you ready to fly – 3:32
8. Can't stop raving – 4:23
9. Up! – 4:29
10. Generation love – 4:56
11. Positiv energy – 4:17
12. Make sense – 5:10
13. ...In the end – 8:07
14. - – 0:55[1]